# Anatoli Starostin
Anatoli Starostin (rus: Анатолий Васильевич Старостин)  (Duixanbé, 18 de gener de 1960) és un pentatleta soviètic, ja retirat, guanyador de tres medalles olímpiques.
El 1980 va prendre part en els Jocs Olímpics d'Estiu de Moscou, on disputà dues proves del programa de pentatló modern. En ambdues, la competició individual i la competició per equips guanyà la medalla d'or. Una sanció per dopatge li impedí prendre part en els Jocs Olímpics de Seül de 1988. El 1992, sota bandera de l'Equip Unificat, va prendre part en els Jocs de Barcelona, on disputà dues proves del programa de pentatló modern. Guanyà la medalla de plata en la competició per equips, mentre en la competició individual fou quart.
En el seu palmarès també destaquen onze medalles en el Campionat del Món de pentatló modern, cinc d'or, quatre de plata i dues de bronze, entre el 1979 i el 1990, així com dos campionats nacionals. Una vegada retirat fou un destacat entrenador de pentatló modern.